# Paramythia
Paramythia (stgr. παραμυθία „zachęta, łagodne upomnienie; pocieszenie, ukojenie”) – gatunek literacki obejmujący utwory, które zawierają napomnienie oraz pouczenie moralne, a także słowa zachęty i otuchy. Utwór ten pozostaje w ścisłym związku z takimi gatunkami literatury dydaktycznej, jak przypowieść czy apolog, jako że on również opiera się na jakiejś przykładowej historii.